# パスカル・グレゴール
パスカル・グレゴール（Pascal Gregor、1994年2月18日 - ）は、デンマーク出身のプロサッカー選手。リンビーBK所属。ポジションはDF。

## 経歴

### クラブ
FCノアシェランのアカデミーで育成され、2013年夏にトップチームに昇格。アストン・ヴィラFCに移籍したヨレス・オコレの後釜を務めた。この働きが評価され、2013年12月に2017年までの新契約を結んだ。
2018年1月、FCヘルシンゲルにフリーで加入。契約は2年。
2019年12月19日、リンビーBKに3年契約で移籍した。

### 代表
ユース年代からデンマーク代表に選出されている。

## 代表歴
- デンマークU-20
- デンマークU-21
- デンマークU-23
  - 2016年リオデジャネイロオリンピック